# تیشا تورس
تیشا تورس (انگلیسی: Tecia Torres؛ زادهٔ ۱۶ اوت ۱۹۸۹) کاراته‌کا و تکواندوکار اهل ایالات متحده آمریکا است. وی از سال ۲۰۱۱ میلادی تاکنون مشغول فعالیت بوده‌است.